# Brickhouse Brown
Brickhouse Brown, pseudonimo di Frederick Seawright (Wilmington, 11 agosto 1960 – Jackson, 29 luglio 2018), è stato un wrestler statunitense.

## Vita privata
Nell'aprile 2017 annunciò di avere un tumore alla prostata in stadio avanzato. Nel maggio 2018, il cancro si era diffuso al cervello, nonostante i trattamenti terapeutici.
Morì il 29 luglio 2018, all'età di 57 anni. Il funerale si tenne l'11 agosto in Florida.

## Titoli e riconoscimenti
- Continental Wrestling Association
  - AWA Southern Heavyweight Championship (1)
  - CWA Heavyweight Championship (1)
- Memphis Wrestling Hall of Fame
  - Classe del 2022
- New Age Wrestling Alliance
  - NAWA Heavyweight Championship (1)
  - NAWA Tag Team Championship (2) - con CJ Stardust
- NWA Battle Zone
  - NWA Mississippi Heavyweight Championship (1)
- NWA Mid-South
  - NWA Mid-South Heavyweight Championship (1)[5]
- Pro Wrestling Illustrated
  - 130º tra i migliori 500 wrestler singoli nei PWI 500 del 1992[6]
  - 451º tra i migliori 500 wrestler singoli nei "PWI Years" del 2003[7]
- Southeastern Championship Wrestling
  - NWA Southeastern Tag Team Championship (1) - con Norvell Austin
- South's Greatest Wrestling Fans
  - SGWF Heavyweight Championship (1)[8]
- United States Wrestling Association
  - USWA Television Championship (1)
  - USWA World Tag Team Championship (3) - con Sweet Daddy Falcone (1), The Gambler (1) e Reggie B. Fine (1)
- World Class Championship Wrestling
  - WCWA Texas Heavyweight Championship (1)[9][10]
- WWE
  - WWE Hall of Fame (Legacy Wing, classe del 2020)